# Ümit Kaftancıoğlu
Ümit Kaftancıoğlu (* 1935 in Koyunpınar, Hanak, Ardahan, Türkei; † 11. April 1980 in Mecidiyeköy, Şişli, İstanbul, Türkei) war ein türkischer Journalist, Schriftsteller und Radiomoderator. 
Er arbeitete für TRT und schrieb für die Tageszeitung Cumhuriyet. Er wurde während der Unruhen, die dem Militärputsch in der Türkei 1980 vorausgingen, erschossen, vermutlich aus politischem Motiv. In Izmir ist ihm und weiteren getöteten Journalisten ein Museum gewidmet.
Die Gerichtsmedizinerin und Politikerin Canan Kaftancıoğlu ist seine Schwiegertochter.